# Средоземна вегетација
Средоземна или медитеранска вегетација је биом који се развија у умереним и суптропским климатским условима, које карактеришу сува лета и благе кишовите зиме. Екорегиони овог биома обухватају специфичне шумске и жбунасте екосистеме распрострањене на свим континентима изузев Антарктика. Пет је географски одвојених целина са средоземном вегетацијом: област Медитерана, Калифорнија у Северној Америци, средишњи делови Чилеа у Јужној Америци, Капска област у јужној Африци, југозападне области Аустралије.
Региони са средоземном вегетацијом поседују велики диверзитет станишта и врста. Мозаичан распоред станишта и предела услед геоморфолошких, педолошких и микроклиматских разлика честа је појава, нарочито у Медитерану. Већина биљних врста има склерофилну грађу листова (листови су мале површине, са дебелом воштаном кутикулом ради задржавања воде), са присутним провидним длакама ради одбијања сунчевих зрака.

## Средоземни екосистеми
Средоземна вегетација се диференцира у неколико основних типова екосистема: шуме; макије, гариге и сличне жбунасте екосистеме; средоземне саване и сличне травнате екосистеме. Човековим вековним деловањем природна вегетација је већим делом деградирана, у појединим областима чак до антропогених камењара.
Шуме средоземног типа су најчешће изграђене од широколисног зимзеленог дрвећа. Шумама Медитерана и Калифорније доминирају зимзелени храстови, средоземним шумама Аустралије доминирају еукалиптуси, док јужна буква гради шуме у Чилеу. Шумска вегетација развија се у областима са довољно падавина, попут виших планинских падина, или уз реке. Четинарске врсте су такође присутне, попут алепског бора и чемпреса у Медитерану, али у сувљим зонама.
Висока жбунаста вегетација назива се макија у Медитерану, чапарал у Калифорнији, маторал у Чилеу и Шпанији, финбос у Јужној Африци и квонган у Аустралији. Ову вегетацију карактерише велика густина склерофилних жбунова и тиме узрокована непроходност. У појединим областима, жбунаста вегетација типа макије је климаксна, јер се услед неповољних услова не могу развити шуме. У већем делу средоземних области, макија настаје претераном експлоатацијом и деградацијом примарне шумске вегетације.
Нижа жбунаста вегетација назива се гарига, фригана и бата у Медитерану, меки чапарал у Калифорнији, страндвелд у Јужној Африци. Ову вегетацију чине жбунови налик жалфији, без склерофилних листова. Гарига се развија уз саму обалу мора и океана, а биљне врсте које овде расту адаптиране су на честе ветрове и повишен салинитет ваздуха. Гариге настају и секундарно, као даљи степен деградације природних шумских станишта, након деградирања вегетације макија.
Саване и травнати екосистеми заузимају најмању површину у оквиру средоземног биома. Највећи травнати екорегион била је Централна долина у Калифорнији, али је већим делом претворена у агроекосистеме.

## Ватра као еколошки фактор
Сува и најчешће топла лета омогућавају честу природну појаву пожара у средоземним екосистемима. Већина биљака која гради средоземну вегетацију стога спада у групу пирофита, биљака које су адаптиране на редовне пожаре. Ватра је еколошки фактор који им омогућава клијање семена, кружење материје, замену остарелих биљака младим.

## Средоземна вегетација на Балкану
У оквиру средоземног биома на територији Балканског полуострва јављају се следећи екорегиони:
- егејске и западнотурске склерофилне и мешовите шуме
- илирске листопадне шуме
- пиндске мешовите шуме
- тиренско-јадранске склерофилне и мешовите шуме